# 井上早苗
井上 早苗（いのうえ さなえ、1913年（大正2年）5月31日 - 2011年（平成23年）7月1日）は、日本の女子テニス選手。日本女子テニス連盟名誉会員。結婚前の岡田 早苗としても活躍した選手である。

## 人物
東京府東京市牛込区（現在の東京都新宿区）出身。東京府立第二高女（現竹早高校）卒業。日本における「女子テニス」の草分けとして、1930年代から1950年代まで長く活動した。佐藤次郎の婚約者として知られるも、婚約中に佐藤を投身自殺によって失う。しかしその後ショックから立ち直り、1936年の「日米国際庭球戦」参加や全日本テニス選手権女子ダブルス6勝などの戦績を残した。
岡田は両親がテニス愛好家だったことから、幼年時代からテニスに親しんだ。最初は軟式テニスを始め、東京府立第二高女在学中に硬式に転向する。1933年から1935年にかけて、岡田は全日本テニス選手権で3年連続の女子シングルス準優勝者になり、当時の日本女子テニス界で林美喜子に続くナンバー2の位置につけていた。1933年秋に『テニスファン』という月刊雑誌が創刊され、岡田は女性記者に選ばれた。岡田が佐藤次郎と出会うのは、その時期にあたるとされるが、後年の取材に交際はなかったと答えている。同年に雑誌『セルパン』（第一書房）に「英国女流選手と試合して」という岡田の署名記事が載る。
1933年11月の全日本テニス選手権で、佐藤は岡田の試合でボールボーイ（球拾い）を務め、それを契機に岡田への好意を深めて、1934年2月9日に東京・銀座4丁目の喫茶店「富士アイス」で岡田との婚約を発表した。ところが、2ヶ月後の4月5日、佐藤はデビスカップの遠征中にマラッカ海峡で投身自殺してしまった。佐藤が書き残した遺書には、岡田早苗に宛てたものもあった。岡田は4月6日、勤務先のテニスファン社で婚約者の悲報に接する。佐藤の自死を報じた新聞報道の中には「岡田嬢悲嘆」に関する記事も掲載された。翌1935年の雑誌『話』新年号（文芸春秋社）に外国人選手ヒーリーとの対戦レポートを岡田が寄せている。
佐藤の自死から2年後、岡田は1936年10月に行われる読売新聞社主催「日米国際庭球戦」に参加する。アメリカから3人のプロテニス選手が来日し、ビル・チルデン、エルスワース・バインズに加えて、女子プロ選手のジェーン・シャープが来日した。シャープの対戦相手として岡田が選ばれたが、当時のテニス界では、プロ選手と対戦したら必然的にプロとみなされ、アマチュア・トーナメントの出場資格を失うとされていた。そのため、シャープとの対戦を引き受けた岡田は「日本最初の女子プロテニス選手」と呼ばれるようになる。プロ選手の一行は東京・大阪・名古屋の3都市を回り、岡田はシャープに4勝5敗の戦績を挙げた。
その後、結婚して「井上早苗」と改め、出産と第2次世界大戦の終戦を経て、井上は全日本テニス選手権のダブルスに再び挑戦を始めた。
1946年の全日本選手権女子ダブルスで、井上は大浦直子とコンビを組み、11年ぶり3度目の優勝を果たす。1947年には山川道子と組んだ女子ダブルスと、鵜原謙造と組んだ混合ダブルスで優勝し、全日本2冠を獲得した。その後1956年と1959年の2度、宮城黎子と組んで優勝している。最後の女子ダブルス優勝時には、井上は46歳であった。四半世紀にわたって日本女子テニスをリードした井上は、引退後日本テニス協会顧問、「日本女子テニス連盟」会長（のち名誉会長）を務めた。
2003年1月、東京都新宿区市谷で余生を送る井上は、日本テニス協会によるインタビュー・シリーズ「思い出に残るあの試合」の取材に応じ、1936年の日米国際庭球戦の思い出を長野宏美に語った。インタビュー時の井上は、90歳の誕生日を迎える直前であったが高齢でも元気にテニスの練習を続けてきたという。70年前の出来事になった佐藤との婚約については、さらりと語ったのみである。

### スポーツライター
スポーツの選手であり記者でもある岡田は、読売新聞社付きとして交流試合に出た1936年に複数の媒体に載った。その後も雑誌『少女倶楽部』に戸倉ハル、櫻井キヨ、西田順子、黒崎栄子、池上もと、岡本節子らとともにプレイヤーとして登場したりなどする。ドイツのテニス選手が遠征に来るとスポーツライターとして『野球界』に寄稿している。

## 成績

### 全日本テニス選手権
- 全日本ランキング
  - 1935年2位、1936–1945年（-）、1946年3位、1947年2位[1]
- 女子シングルス：準優勝4度（1933年、1934年、1935年、1947年）[1]
- 女子ダブルス：6勝（1934年、1935年、1946年、1947年、1956年、1959年）[1]
- 混合ダブルス：1勝（1947年）[1]

### 4大大会
- シングルス本戦 全豪（-）、全仏（-）、ウィンブルドン（-）、全米（-）[1]

## 著作
- 「英国女流選手と試合して」『セルパン = Le serpent』、第一書房、東京、1933年12月、72-73頁、doi:10.11501/11186640。国立国会図書館内公開、ファイル番号0046.jp2-。
- 「次郎はもう居ない」『話』第2巻第6号、文芸春秋社、1934年6月、23-26頁、doi:10.11501/11006457。国立国会図書館内公開、ファイル番号0017.jp2-。
- 「ヒーリー嬢と戦ひて」『話』第3巻第1号（新年号）、文芸春秋社、1935年1月、82-83頁、doi:10.11501/11006464。国立国会図書館内公開、ファイル番号0047.jp2。
- 「私とSPORT　テニス」『婦人之友』第30巻第5号、婦人之友社、1936年5月、doi:10.11501/3562615。国立国会図書館内公開、ファイル番号0016.jp2。
- 「特別記事と実用記事　私の実行している日焦止と日焦直し」『婦女界』、婦女界出版社、東京、1936年8月、320-323頁、doi:10.11501/3561871。国立国会図書館/図書館送信参加館内公開、ファイル番号0174.jp2。
- 「来朝の庭球ドイツ軍」『野球界』第27巻第15号、野球界社、1937年12月、260-261頁、doi:10.11501/1584588。国立国会図書館内公開、ファイル番号0131.jp2。
- 栗本吉彦、戸倉ハル、櫻井キヨ、西田順子、黒崎栄子、池上もと、岡本節子、清閑寺健「女子スポーツ相談会」『少女倶楽部』第16巻第6号、大日本雄弁会講談社、1938年5月、92-__、doi:10.11501/1780082。国立国会図書館内公開、ファイル番号0065.jp2–。

## 脚註